# Тишлер, Отто
Отто Тишлер (нем. Otto Tischler; 24 июля 1843, Бреслау — 18 июня 1891, Кёнигсберг, Восточная Пруссия) — немецкий археолог. Основоположник прусской археологии и прусской археологической школы.

## Биография
Родился в Бреслау 24 июля 1843 года. Был старшим из трёх сыновей строительного инспектора Фридриха Александра Тишлера (1805—1864) и Эмили Фредерики Берты, урожденной Путтлих. Его братом был астроном Фридрих «Фриц» Тишлер (1844–1870). Другой брат, Оскар Тишлер, был отцом ботаника Георга Тишлера (1878–1955) и орнитолога Фридриха Тишлера (1881–1945). Когда Отто Тишлеру было шесть лет, семья переехала на новое место работы отца, в Кёнигсберг. В 1852—1859 годах он посещал престижную гимназию Collegium Fridericianum  (англ.). Затем, до 1863 года учился в Кёнигсбергском университете, позже в — Гейдельбергском и Лейпцигском университетах.
Учёбы не окончил, отправившись в 1866 году добровольцем в армию. В боевых действиях во время Австро-прусско-итальянской войны не участвовал. В 1870-—1871 годах, в звании лейтенанта запаса пехотного полка герцога Карла фон Мекленбург-Стрелицкого принимал участие во Франко-прусской войне. Был награждён Железным крестом.
Увлекался прусскими древностями. Не получив формального университетского образования занимался, вначале геологическими, метеорологическими и ботаническими исследованиями, а затем посвятил себя, почти исключительно археологии, и частности, доисторическим исследованиям. Был близок к Рудольфу Вирхову.
С 1874 года изучал историю I тысячелетия н. э.— середины II тысячелетия н. э. Провёл много раскопок в Восточной Пруссии, отправляясь в научные экспедиции почти каждый год на два-три месяца для раскопок. Так, в 1874 году Отто Тишлер и его коллеги экспериментально доказали возможность сверления каменных изделий при помощи деревянного сверла и подсыпаемого под него песка.
Стал хранителем древностей в университетском музее Кёнигсберга. Отстаивал Систему Трёх Веков (каменного, бронзового и железного). Установил деление латенской культуры на три фазы, а после его смерти в 1902 г. появился его труд о прусских древностях периода полей погребений. Одним из первых он стал выделять культурные группы по территориям.
Заложил основу для хронологии Европы I тысячелетия н. э. В основу его шкалы датировок легли материалы (ок. 2000 артефактов), добытые О. Тишлером в 1879 г. при раскопках могильника Dollkeim, Kr. Fischhausen (ныне — пос. Коврово,Зеленоградского района Калининградской области) и выстроенные им в типологические ряды (сериации). Эта этапная для европейской археологии работа получила высокую оценку среди современников. По сей день критерии фаз B-D шкалы О. Тишлера не утеряли своей актуальности, нашим современникам остаётся лишь уточнять её нюансы.
Последующие этапы истории материальной культуры пруссов были менее изучены, однако О. Тишлер, кратко проанализировав отрезок X—XI веков, назвал его «позднеязыческим периодом». В 1897 г. А. Бецценбергер продлил шкалу О. Тишлера этапами F — VI—VIII вв., G — IX—X вв. («время викингов» и «раннеязыческий период»), Н — X—XIII вв. («позднеязыческий период») (Bezzenberger A., 1897. S. 3). В начале XX в. датировку этапа Е уточнил Г. Кемке (Kemke H., 1914.S. 1-57).
К настоящему времени наиболее актуальными для прусского материала являются уточняющие систему О. Тишлера хронологические системы Уллы.
Итоговой публикацией работ, проводившихся на могильниках Пруссии в XIX в., является монография О. Тишлера и Г. Кемке (Tischler О., Kemke Н., 1902, S. 14-46).
С 1865 года — член Физико-экономического общества Кёнигсберга, с 1869 г. — библиотекарь, а с 1874 года — администратор археологической коллекции, которая в 1878 г. составила запасы Провинциального музея. С 1878 г. — первый директор Восточно-Прусского Провинциального музея памятников археологии.
В 1880 году получил научную степень доктора философии Лейпцигского университета. В 1890 г. награждён орденом Красного Орла. В том же году стал почётным членом Нидерландского общества антропологии и археологии.
Был членом Антропологического общества в Вене и членом Берлинского антропологического общества. В 1891 году стал членом Германской академии естествоиспытателей «Леопольдина».
Скончался в Кёнигсберге 18 июня 1891 года.